# 新一代設計展
新一代設計展（英語：Young Designers' Exhibition，簡稱簡稱YODEX）是由台灣設計研究院執行的大型創意設計展覽，始於1981年。藉此以發掘創意設計人才與精品，與設計產業及國際接軌。參展單位以大專院校為主軸，在臺灣也是設計院校之間一項大型的畢業成果聯展。2007獲國際工業設計社團協會選為ICSID50周年系列活動之一。

## 展覽內容

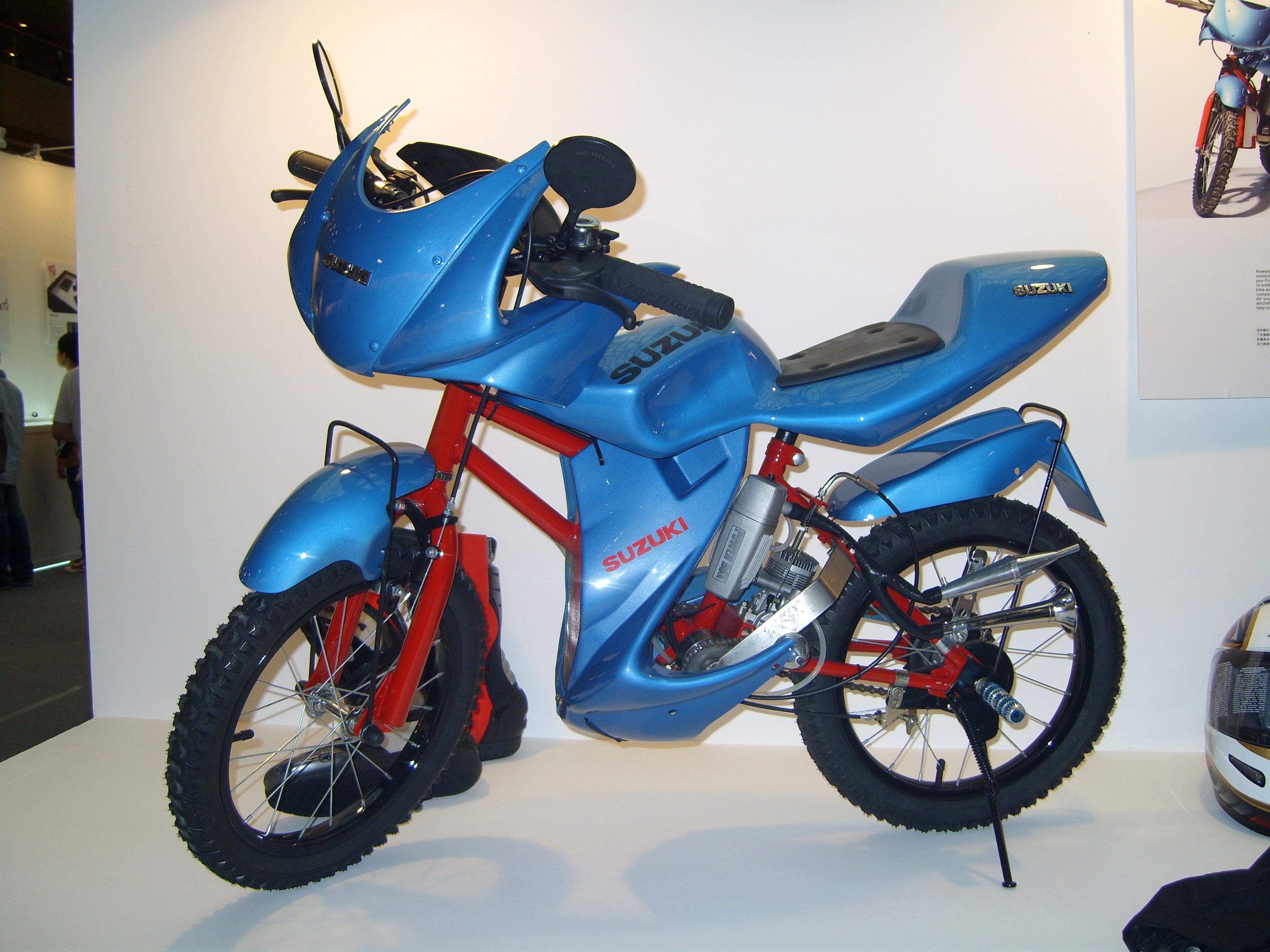
展出內容皆為大專院校學生自行設計的作品

新一代設計展是一個跨國性，以臺灣各設計院校畢業作品為主的跨校型聯展，規模在國際設計學界甚少見，提供設計新秀展現設計創意的平台，此項展覽是臺灣凝聚年輕設計能量的年度盛事，每年有超過50所國內外設計院校參予並展出應屆畢業生的畢業作品，其展出內容包括產品設計、工藝設計、包裝設計、數位媒體設計、視覺傳達設計、空間設計、時尚設計等領域。

## 發展沿革
1981年，中華民國對外貿易發展協會配合「臺灣產品優良設計選拔展」，首次辦理了「全國大專院校設計展」，即為新一代設計展之前身；1985年，為擴大展出效應，「臺灣產品優良設計選拔展」與「全國大專院校設計展」合併為「臺灣產品設計展」。後又於1987年改名「臺灣產品設計展」。至1989年再次調整展出與活動形式，擴大為「臺灣產品設計月」，並將展出活動分成兩個階段進行，第一屆段為臺灣產品優良設計選拔展，第二階段即為「新一代設計展」（原全國大專院校設計展改名），至此定下了「新一代設計展」之名並沿用至今。2004年，甫成立不久的臺灣創意設計中心加入，與中華民國對外貿易發展協會共同主辦。2011年，適逢臺灣創意設計中心拿下2011年世界設計大會的主辦權之故，進而使得新一代設計展更加受到國內外設計產業的高度關注。

## 設計競賽
- 金點新秀設計獎
- 預見臺灣新感動
- 空間設計競賽（2014年起，展場空間設計競賽取消）
- 新一代設計競賽（2015年起，改為「金點新秀設計獎」）

## 參展學校
以下為歷年參展過的學校（按教育部學校代碼排名）：
- 國立臺灣師範大學（2017年起退出參展）
- 國立清華大學
- 國立成功大學
- 國立臺灣海洋大學
- 國立高雄師範大學
- 國立高雄大學
- 國立東華大學
- 國立臺灣科技大學
- 國立雲林科技大學
- 國立屏東科技大學
- 國立臺北科技大學
- 國立臺灣藝術大學
- 國立聯合大學
- 國立虎尾科技大學
- 國立臺南大學
- 國立臺北教育大學
- 國立臺中教育大學
- 國立臺中科技大學
- 國立臺北商業大學
- 國立高雄科技大學
- 東海大學
- 輔仁大學
- 中原大學
- 長庚大學
- 元智大學
- 中華大學
- 大葉大學
- 華梵大學
- 義守大學
- 世新大學
- 銘傳大學
- 實踐大學
- 朝陽科技大學
- 南華大學
- 大同大學
- 南臺科技大學
- 崑山科技大學
- 嘉南藥理大學
- 樹德科技大學
- 龍華科技大學
- 長榮大學
- 正修科技大學
- 萬能科技大學
- 玄奘大學
- 建國科技大學
- 明志科技大學
- 聖約翰科技大學
- 嶺東科技大學
- 中國科技大學
- 亞洲大學
- 開南大學
- 佛光大學
- 台南應用科技大學
- 遠東科技大學
- 景文科技大學
- 東南科技大學
- 明道大學
- 僑光科技大學
- 育達科技大學
- 環球科技大學
- 修平科技大學
- 臺北城市科技大學
- 醒吾科技大學
- 華夏科技大學
- 致理科技大學
- 宏國德霖科技大學
- 東方設計大學
- 崇右影藝科技大學
- 台北海洋科技大學
- 和春技術學院
- 亞東技術學院
- 蘭陽技術學院
- 黎明技術學院
- 亞太創意技術學院
- 慈惠醫護管理專科學校
- 新北市私立復興高級商工職業學校

## 爭議

### 2021年嚴重特殊傳染性肺炎停辦爭議
原定於2021年5月14日開幕的第40屆新一代設計展，也是首度移師至南港展覽館擴大舉辦。而該年仍為嚴重特殊傳染性肺炎疫情期間，台灣疫情也逐漸升溫，而展覽地北北基桃地區的疫情狀態轉為紅燈，增加了參展學生的染疫風險。有學生於5月1日，在Dcard上推出『學生心已怠，拒絕新疫Die』連署活動，訴求取消展覽或者延後舉行。5月3日新一代設計展發表聲明，由於中央疫情指揮中心以及台北市政府並未升高防疫等級，一切正常舉辦。

2021年5月11日，參展方入場前一日。中午12點時，中央疫情指揮中心宣布將台灣的疫情等級升高至第二級。當日下午2點10分，新一代設計展無預警宣布取消實體展覽，改由線上展覽方式。而宣布的同時，許多隔日要進場施工的學生與許多作品，不是已抵達展場就是在前往展場的路上。雖然官方宣稱所有已交費用與保證金皆會全數退還，但對於參展方已花費的時間、金錢和心力，仍造成了極大的損失。

### 費用與評選爭議
新一代設計展的展覽場地租金、場地架設費用等皆由參展學校自行負擔，其高昂的場地租金長期以來造成參展學生程度不等的負擔，因而在2014年5月，由國立臺灣科技大學、國立成功大學、實踐大學、輔仁大學等校的設計科系的學生在臉書發起「反對新一代」活動。此舉促成經濟部於同月12日表示，行政院已核定自2014年起場租減半，以5折價收取場地租金，同月16日起將開始受理各校的退費申請。
除了高額的場地租金引起爭議，新一代設計展在舉辦多年後，也逐漸產生部分負面效應，如為各設計院校為求在設計競賽中得名而過度調整學生的作品、評審與評選機制不公、展覽效果不佳等問題，進而影響了國立成功大學工業設計學系畢展團隊於2017年宣布不參加新一代設計展；2018年，國立臺灣科技大學、國立臺北科技大學、國立雲林科技大學等3校共5系宣布退出新一代設計展，並自辦「三校聯合展」。
此次聯合展覽的三校中，仍有國立臺北科技大學工業設計系、國立雲林科技大學的工業設計系、建築與室內設計系、視覺傳達設計系、創意生活設計系等2校5系繼續參加新一代設計展。對此，台灣創意設計中心表示，2018年將有以下六大革新：
1. 全額補助，免交場租
2. 專業分流，分區展覽
3. 企業參觀，促進媒合
4. 新增獎項，鼓勵創業
5. 友善參觀，提升品質
6. 線上展覽，多方曝光

### 2011年主視覺抄襲爭議
2011年第30屆新一代設計展中，承攬主視覺設計的陳永基設計有限公司抄襲Lomography Spinner 360°相機廣告，消息曝光後，執行單位臺灣創意設計中心立刻撤除了所有文宣及廣告刊物，另趕工重製海報、路燈旗、網站廣告、導覽手冊、展場設計等文宣製作物。負責人陳永基總監向Lomography台灣區總經理Jeansman Lee當面致歉，並在聯合報、自由時報、中國時報、工商時報及經濟日報等各大報刊登道歉啟事；Lomography李總經理口頭接受道歉，李總經理亦立即向該公司總部報告此事，該公司最後決定與陳永基有限公司簽訂和解書，並不再追究後續責任。。

## 資料來源
1. ↑  . 2007年1月8日. （原始内容存档于2013年2月6日）.
2. ↑  . 教育部學產基金.   [2019-03-24]. （原始内容存档于2019-03-24）.
3. ↑  . YODEX.   [2019-01-23]. （原始内容存档于2019-01-23）.
4. ↑  . YODEX.   [2019-01-23]. （原始内容存档于2019-01-23）.
5. ↑  . YODEX.   [2019-01-23]. （原始内容存档于2019-01-23）.
6. ↑  . YODEX.   [2019-01-23]. （原始内容存档于2019-01-23）.
7. ↑  . issuu. YODEX.   [2019-01-23]. （原始内容存档于2016-01-18）.
8. ↑  . issuu. YODEX.   [2019-01-23]. （原始内容存档于2016-01-21）.
9. ↑  . issuu. YODEX.
10. ↑  .   [2021-05-11]. （原始内容存档于2021-05-13）.
11. ↑  .   [2021-05-11]. （原始内容存档于2021-05-17）.
12. ↑  .   [2021-05-11]. （原始内容存档于2021-05-11）.
13. ↑  .   [2021-05-11]. （原始内容存档于2021-05-13）.
14. ↑  .   [2021-05-11]. （原始内容存档于2021-05-12）.
15. ↑  .   [2021-05-11]. （原始内容存档于2021-05-12）.
16. ↑  新一代設計展太貴 學生連署反對 （页面存档备份，存于），中央社，2014年5月12日
17. ↑  新一代設計展 經濟部：場租減半 （页面存档备份，存于），中央社，2014年5月12日
18. 1 2  盧映慈. . 東森新聞. 2018-02-23  [2018-02-24]. （原始内容存档于2019-05-14） （中文（繁體））.
19. 1 2  陳宛茜. . 聯合報. 2018-02-23  [2018-02-24]. （原始内容存档于2018-02-24） （中文（繁體））.
20. ↑  . 2011年5月16日. （原始内容存档于2013年5月3日）.

## 外部連結
- 新一代設計展官方網站 （页面存档备份，存于）
- 新一代設計展的Facebook專頁
- 新一代設計展的Instagram帳戶
- 台灣設計研究院簡介 （页面存档备份，存于）
- 台灣設計研究院 TDRI的Facebook專頁